# Roseller Lim (politicus)

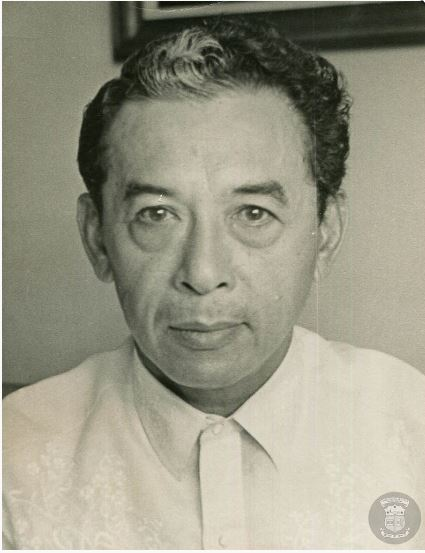
Roseller Lim

Roseller Lim (Zamboanga City, 9 februari 1915 - 5 juli 1976) was een Filipijns politicus en rechter. Lim was lid van het Filipijns Huis van Afgevaardigden en lid van de Senaat van de Filipijnen. De laatste jaren van zijn leven was hij een van de rechter van het Hof van beroep. Hij werd onder meer bekend wegens het filibusteren tijdens een redevoering voorafgaand aan de stemming voor het presidentschap van de Senaat van de Filipijnen in 1963. Zijn doel daarbij was te voorkomen dat Ferdinand Marcos deze verkiezing zou winnen.

## Biografie
Roseller Lim werd geboren op 9 februari 1915 in de stad Zamboanga. Na het voltooien van de Ateneo de Zamboanga, was hij van 1933 tot 1934 een jaar docent aan de Ateneo Elementary School voor hij begon aan een studie rechten aan de Silliman University. In 1938 voltooide Lim deze bachelor-opleiding en slaagde hij bovendien voor het toelatingsexamen van de Filipijnse balie, waarna hij ging werken als advocaat. In 1943 was Lim openbaar aanklager (fiscal) van de Zamboanga. Ook was hij oprichter, president en juridisch adviseur van de Zamboanga Labor Union, een vakbond met meer dan 7000 leden.
Bij de verkiezingen van 1949 stelde Lim zich namens de Nacionalista Party kandidaat voor een zetel in het Filipijns Huis van Afgevaardigden. Hij won bij de verkiezingen de zetel van het kiesdistrict Zamboanga. In het Huis was hij lid van de commissies voor visserij, arbeid, publieke werken en de commissie voor wetsherzieningen. Bij de volgende verkiezingen eind 1953 was de provincie Zamboanga opgedeeld in twee nieuwe provincies Zamboanga del Norte en Zamboanga del Sur. Lim werd hij herkozen in het Huis voor het nieuwe kiesdistrict van Zamboanga del Sur. In het Huis was hij voorzitter van de commissie voor arbeid en industriële relaties en lid van de commissies voor publieke werken, visserij en de commissie voor bossen. 
In 1955 won Lim de speciale verkiezingen voor de resterende twee jaar van de vrijgekomen zetel van Carlos Garcia in de Senaat van de Filipijnen. In 1957 werd Lim herkozen in de Senaat met een volledige termijn van zes jaar. In april 1963 nam senator Ferdinand Marcos van de Liberal Party het in de strijd om het presidentschap van de Senaat op tegen zittende senaatspresident Eulogio Rodriguez. Met 12 senatoren van de Liberals en 10 van de Nacionalista en 2 onafhankelijke senatoren zou de stemming spannend worden. Kort voor de stemming na Lim het woord om tijd te winnen om zijn afwezige partijgenoot Alejandro Almendras de kans te geven ook mee te kunnen stemmen. Achttien en een half lang stond Lim in de Senaatshal, zonder mogelijkheden voor onderbrekingen. Nadat hij uiteindelijk stopte en zijn stem had uitgebracht op Rodriguez moest Lim op een brancard de hal uitgedragen worden. Later bleek zijn actie zinloos, aangezien Almendras uiteindelijk voor Marcos had gestemd, die daarmee was gekozen tot de nieuwe senaatspresident. Later dat jaar verloor Lim de verkiezingen voor een nieuwe termijn als Senator. 
Nadat Marcos overstapte van de Liberals naar de Nacionalista Party en het bij de presidentsverkiezingen met succes opnam tegen zittend president en Liberal Party-kandidaat Diosdado Macapagal stapte Lim vice versa over naar de Liberal Party. Hij deed bij de verkiezingen van 1967 namens de Liberals mee aan de verkiezingen voor een zetel in de Senaat, maar slaagde er niet in gekozen te worden. In 1970 werd Lim wel gekozen tot lid van de Constitutionele Conventie van 1971, waarin een nieuwe Filipijnse Grondwet werd besproken. En in 1973 werd Lim door president Marcos benoemd tot rechter van het Hof van beroep, het op een na hoogste rechtscollege van de Filipijnen. Drie jaar later overleed Lim overleed op 61-jarige leeftijd. Hij was getrouwd met Amy Schuck en kreeg met haar vijf kinderen. In 1982 werd de nieuwe gemeente Roseller Lim op Mindanao naar hem vernoemd. Ook is een boulevard aan de zeezijde van Zamboanga City naar Lim vernoemd. In 2006 nam de stadsraad van Zamboanga een voorstel aan op zijn geboortedag Roseller T. Lim-dag te vieren en werd een bronzen beeltenis onthuld op de kruising van de Normal Road en de R.T. Lim Boulevard.